# El Guape
El Huape es una localidad de la comuna de Chillán, en la Provincia de Diguillín, de la Región de Ñuble, Chile. Según el censo de 2002, la localidad tenía una población de 557 habitantes.